# エスタディオ・カンペオン・デル・シグロ
エスタディオ・カンペオン・デル・シグロ（スペイン語: Estadio Campeón del Siglo）はウルグアイの首都モンテビデオにあるサッカー専用スタジアム。強豪サッカークラブCAペニャロールの本拠地。カンペオン・デル・シグロとは「20世紀の王者」の意味。

## 概要
モンテビデオのバニャードス・デ・カラスコ（Bañados de Carrasco）地区に位置する。収容人数は40,000人。全面座席付きで、内訳はスタンド36,000人、パルコ席4,000人。スタンドは4つあり、北側はフランク・ヘンダーソン（Frank Henderson）、南側はホセ・ペドロ・ダミアーニ（José Pedro Damiani）、西側はワシントン・カタルディ（Washington Cataldi）、東側はガストン・グエルフィ（Gastón Güelfi）と、いずれもクラブの歴史に功績を残した役員の名前が付けられている。スタンドの名称は85,000人のソシオの合意に基づいて決定された。105m×68mサイズのピッチ、70人収容の会議室、クラブ本部事務所、ミュージアムなど、ペニャロールのホームスタジアムと呼ぶにふさわしい構造になっている。設計に際してはFIFAからのアドバイスも得た。
2016年に開場。3月28日には、前年のコパ・リベルタドーレスを制したアルゼンチンのCAリーベル・プレートを招いて親善試合がおこなわれた。試合は、元ウルグアイ代表ディエゴ・フォルランのスタジアム第1号となるゴールもあり、4-1でペニャロールが勝利した。親善試合にもかかわらず34,000枚のチケットが売れた。初の公式戦は4月9日で、2015-16シーズン後期第8節でダヌービオを迎え入れて2-1で勝利した。最初の公式戦ゴールは、前半20分にペニャロールのニコラス・アルバラシン（Nicolás Albarracín）が決めた。

## スタジアムの名称
スタジアムの名称を決めるのに際し、インターネットによる公募がおこなわれた。「グロリオソ・ペニャロール（Glorioso Peñarol）」や「エスタディオCURCC（Estadio CURCC）」などの候補も挙がったが、大多数のペニャロールサポーターは「カンペオン・デル・シグロ」を支持した。カンペオン・デル・シグロとは「20世紀の王者」の意味で、国際サッカー歴史統計連盟によってペニャロールが「20世紀にもっとも成功を収めた南米のクラブ」に選出されたことに由来する。

## ギャラリー

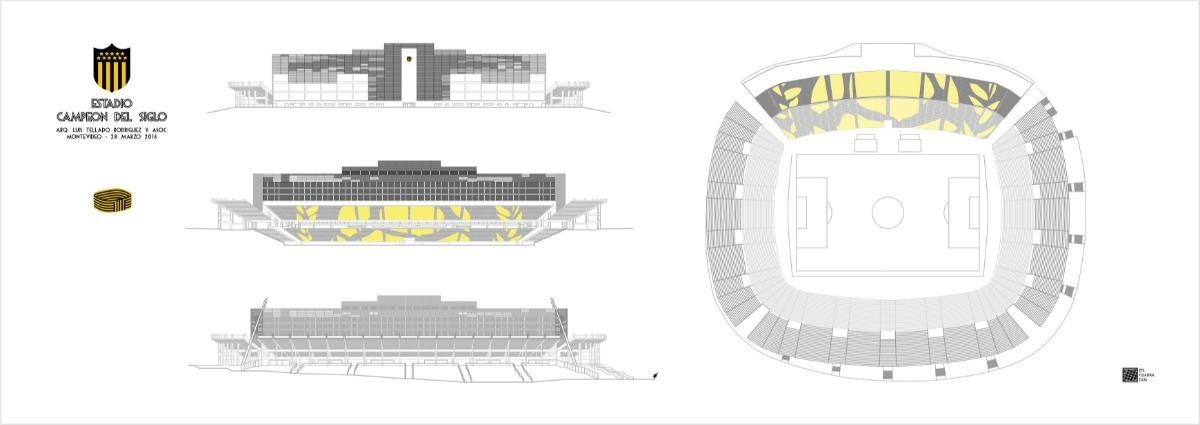
スタジアム見取図
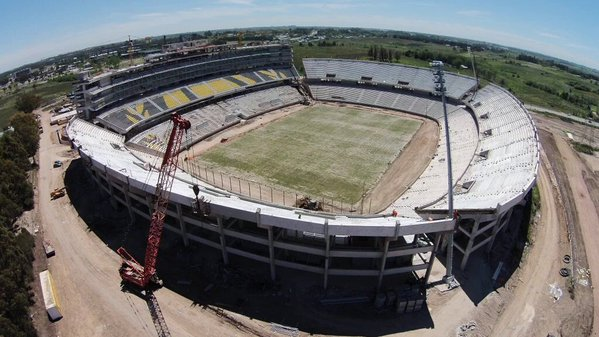
建設中のスタジアム
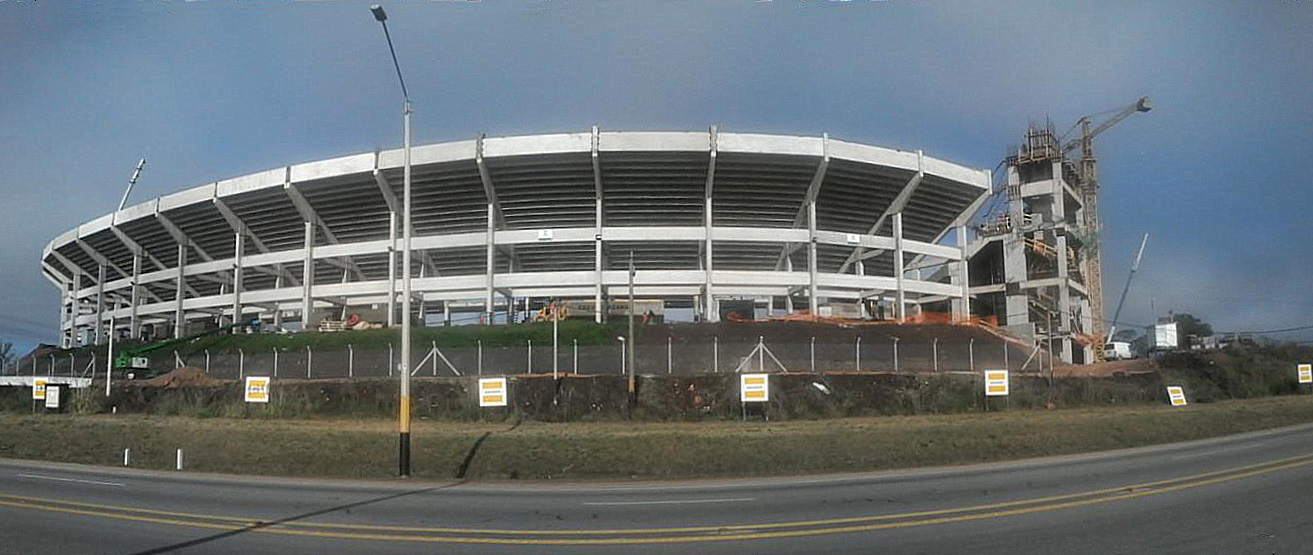
スタジアム外観
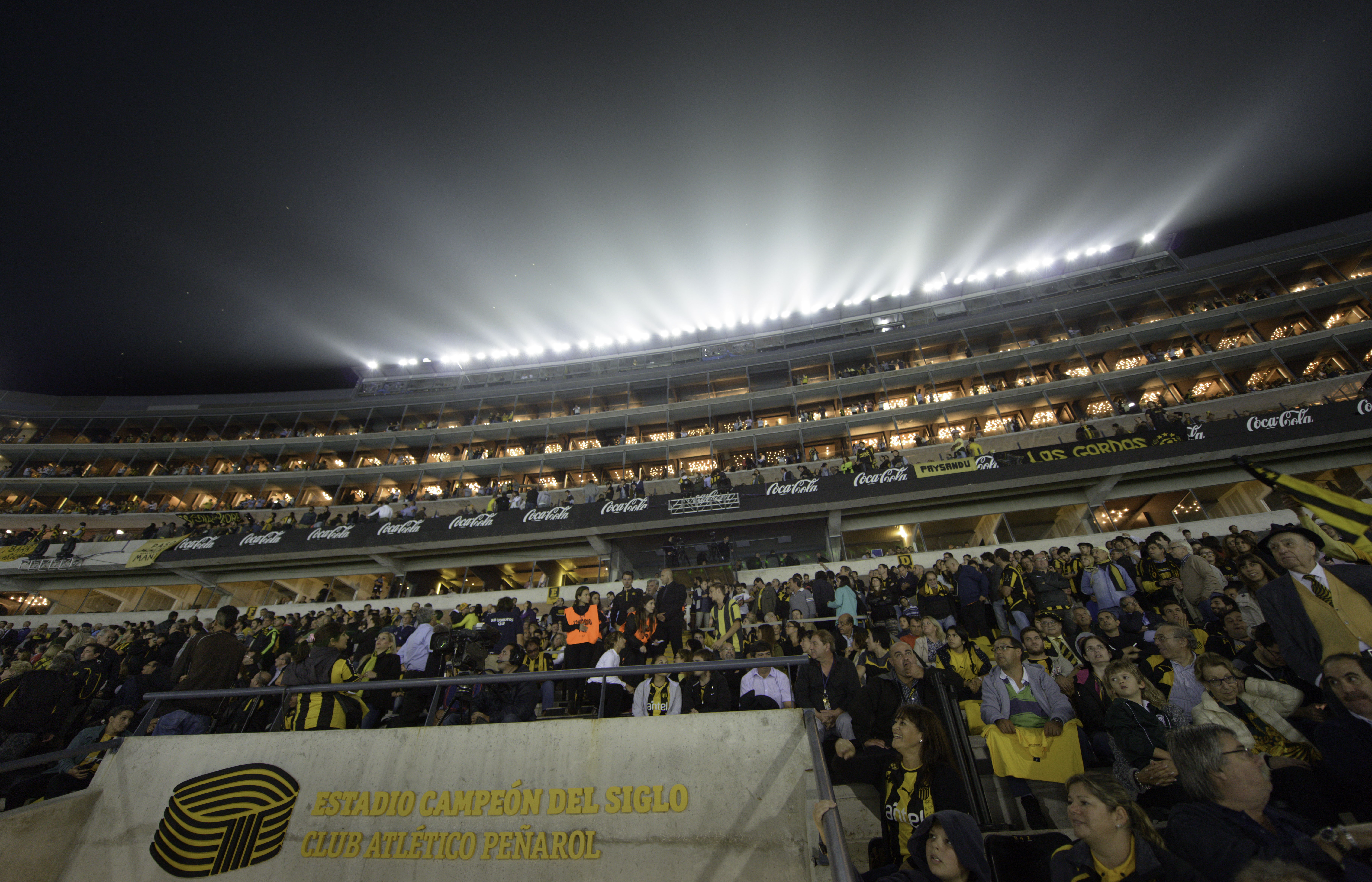
内部の風景
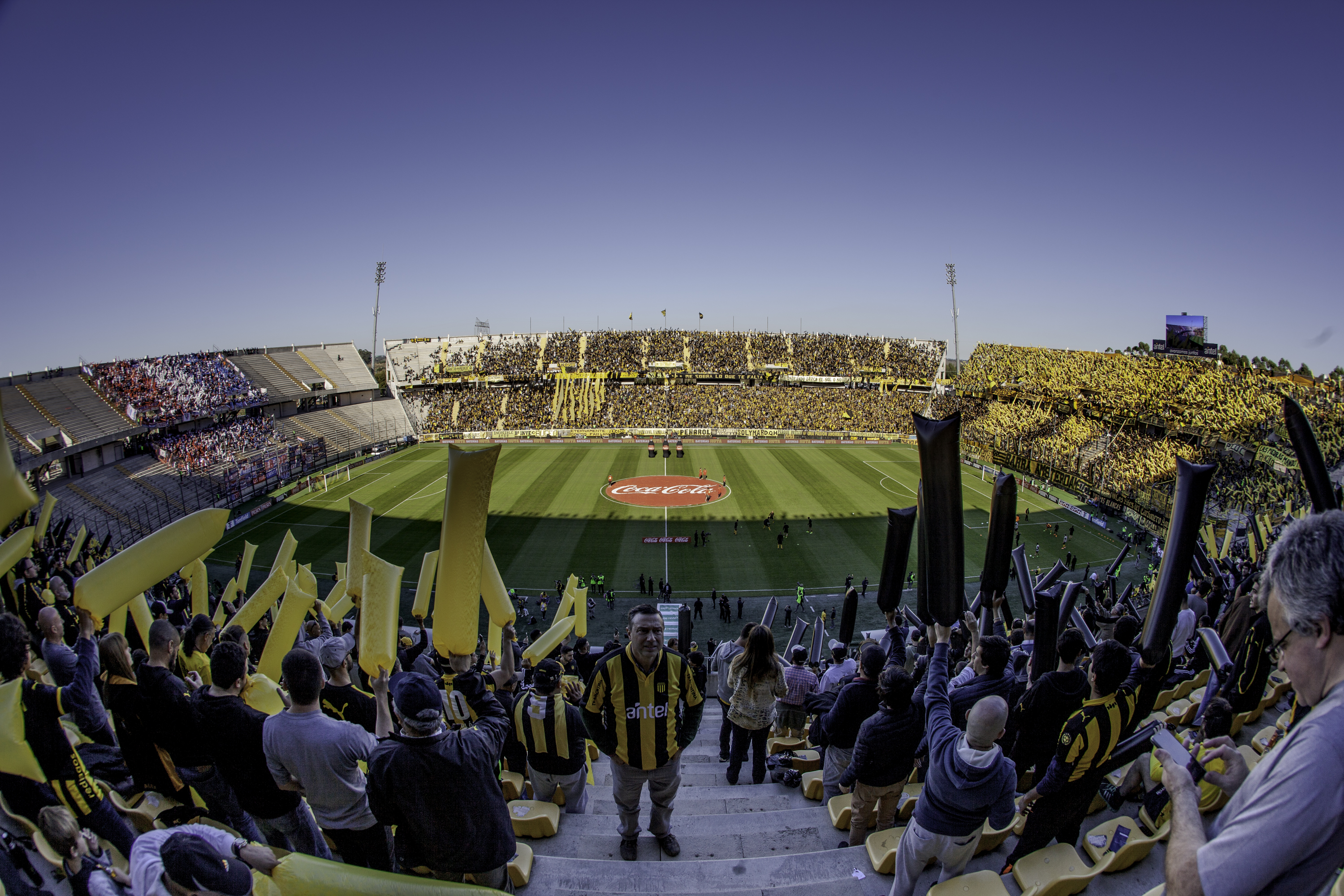
最初のクラシコ